# Ciriaco Sforza
Ciriaco Sforza (Wohlen, 2 de março de 1970) é um ex-futebolista suíço, que atuava como meio campo.

## Carreira
Iniciou sua carreira em 1989, no FC Aarau, transferindo-se depois para o Grasshoppers, onde foi campeão suíço em 1991. Três temporadas depois acertou com o Kaiserslautern.

## Seleção Suíça
Pela Seleção Suíça de Futebol, atuou na Copa do Mundo FIFA de 1994 e Campeonato Europeu de Futebol de 1996.[carece de fontes?] Sua boa atuação na Copa de 1994 lhe rendeu um contrato no Bayern de Munique, porém sofreu com problemas de relacionamento com Jurgen Klinsmann e Lothar Matthäus. Ainda assim o trio conquistou a Taça UEFA em 1997.

## Treinador
Atualmente exercendo a função de treinador de futebol.

## Títulos

### Como jogador
Grasshopper
- Campeonato Suíço: 1990–91

Kaiserslautern
- Bundesliga: 1997–98

Bayern Munich
- Bundesliga: 2000-01
- Taça UEFA: 1995-96
- UEFA Champions League: 2000-01
- Mundial de Clubes: 2001